# Daleks – Invasion Earth: 2150 A.D.
Daleks' Invasion Earth 2150 A.D. (pt: A Invasão da Terra, br: Ano 2150 - A Invasão da Terra) é um filme de ficção científica britânico de 1966, realizado por Gordon Flemyng. O filme é uma adaptação de The Dalek Invasion of Earth, um serial televisivo da série de ficção científica britânica Doctor Who, produzida pela BBC.

## Sinopse
Após viajarem para um futuro em que os Daleks, uma espécie extraterrestre, dominam a Terra, um inventor, a sua sobrinha, a sua neta e um polícia juntam-se à resistência.

## Elenco
- Peter Cushing ....... Dr. Who
- Bernard Cribbins ....... Tom Campbell
- Ray Brooks ....... David
- Andrew Keir ....... Wyler
- Roberta Tovey ....... Susan
- Jill Curzon ....... Louise
- Roger Avon ....... Wells
- Geoffrey Cheshire ....... Roboman
- Keith Marsh ....... Conway
- Philip Madoc ....... Brockley
- Steve Peters ....... Líder Roboman
- Eddie Powell ....... Thompson
- Godfrey Quigley ....... Dortmun
- David Graham, Peter Hawkins ....... Vozes dos Daleks